# Jeprški učitelj
Jeprški učitelj je novela Simona Jenka. Prvič je bila objavljena v Slovenskem glasniku leta 1858 in je njegova zadnja novela.

## Vsebina
Na Jeprci ni bilo rednega pouka, saj otroci niso hodili v šolo. Jeprški učitelj je bil reden gost pri krčmarju Cvirnarju, kjer je njemu in krojaču Martinčku razlagal, kakšen sistem za sestavo kombinacije loterijskih številk je iznašel. Star župnik je umrl, zato so na Jeprci dobili novega. Učitelj je prosil deklo Jerico za denar za nakup srečke, saj je svoj denar že porabil. Na poti domov mu je veter odnesel klobuk s pripetim listkom vplačanih številk v vodo, hotel ga je rešiti, a mu ni uspelo. Domov je prišel ves moker in legel je v posteljo. Ponoči se mu je bledlo o listku in v teh mukah je umrl. Čez čas je krojač trdil, da pri njem straši, zato so brali zanj sveto mašo, izplačal pa tudi učiteljev dolg Jerici. Martinček je dobil terno in zato je učitelju v zahvalo na grob postavil spomenik (ga financiral).

## Interpretacija
Snov v noveli je zajeta iz kmečkega življenja. Ne gre za ljubezensko zgodbo, ženske osebe nimajo tako odločilne vloge kakor ciganka v Spominih in nevesta v Tilki, temveč stojijo predvsem v ozadju dogodkov. Glavna oseba ni kmečki človek, temveč povprečen vaški učitelj, okoli katerega se odvija vsa zgodba.
Paternu (1974) pravi, da je junak Jenkove novele pravi antiheroj, neznatnež sredi brezobzirnega sveta resničnosti. Vsi njegovi poskusi, da bi se dokopal do kolikor toliko suverenega položaja, se končujejo v še globljih osramotitvah. V ospredju zgodbe je tragika neizbežnega propada zaradi človekove nemoči, majhnosti in nepomembnosti pred svetom. Zgodbo, ki je strogo piramidasta, z enim samim vrhom in naglim padcem v smislu sokolje teorije usodnega obrata, pripoveduje avtor sam. Poglavitni cilj učiteljeve loterijske strasti je denar.

## Vir in literatura
- Simon Jenko. Jeprški učitelj. Ljubljana: Mladinska knjiga, 1957 (Knjižica Kondor, Izbrana dela iz domače in svetovne književnosti, 10).
- Boris Paternu. Nastanek in razvoj dveh proznih struktur v slovenskem realizmu 19. stoletja. V: Pogledi na slovensko književnost II. Ljubljana, 1974. 47–69.